# Wölla Tal
Wölla Tal är en dal i Österrike.   Den ligger i förbundslandet Kärnten, i den centrala delen av landet, 290 km sydväst om huvudstaden Wien.
Trakten runt Wölla Tal består i huvudsak av gräsmarker. Runt Wölla Tal är det ganska glesbefolkat, med 29 invånare per kvadratkilometer.